# سیارک ۲۵۷۲۳
سیارک ۲۵۷۲۳ (به انگلیسی: 25723 Shamascharak، نامگذاری:2000AX174)۲۵۷۲۳مین سیارک کشف شده‌است که در ۰۷ ژانویه ۲۰۰۰ کشف شد.